# Ujj Kálmán
Ujj Kálmán, Ujj Kálmán Lajos Ferenc (Kassa, 1883. április 22. – Budapest, 1921. december 4.) színész, Ujj Ferenc színész és Semsey Lujza színésznő fia.

## Pályafutása
1905-től vidéken játszott, többek között Aradon, Kecskeméten, Pécsett és Sopronban lépett fel. Sebestyén Géza buda–temesvári társulatának volt a tagja, majd 1919-ben Unió Rt.-hez került. 1921-ig a Magyar, a Belvárosi és a Király Színházban játszott. Jellemszerepekben láthatta a közönség, de filmekben is feltűnt. Neje Dinnyéssy Juliska színésznő volt, akivel 1917. augusztus 23-án kötött házasságot.

## Fontosabb szerepei
- A hadbíróság elnöke (Fazekas I.–Csortos Gy.: Silvio kapitány)
- Gentz Frigyes (Rostand: A sasfiók)
- San Friano báró (Molnár F.: Marsall)